# بنیاد شویرن

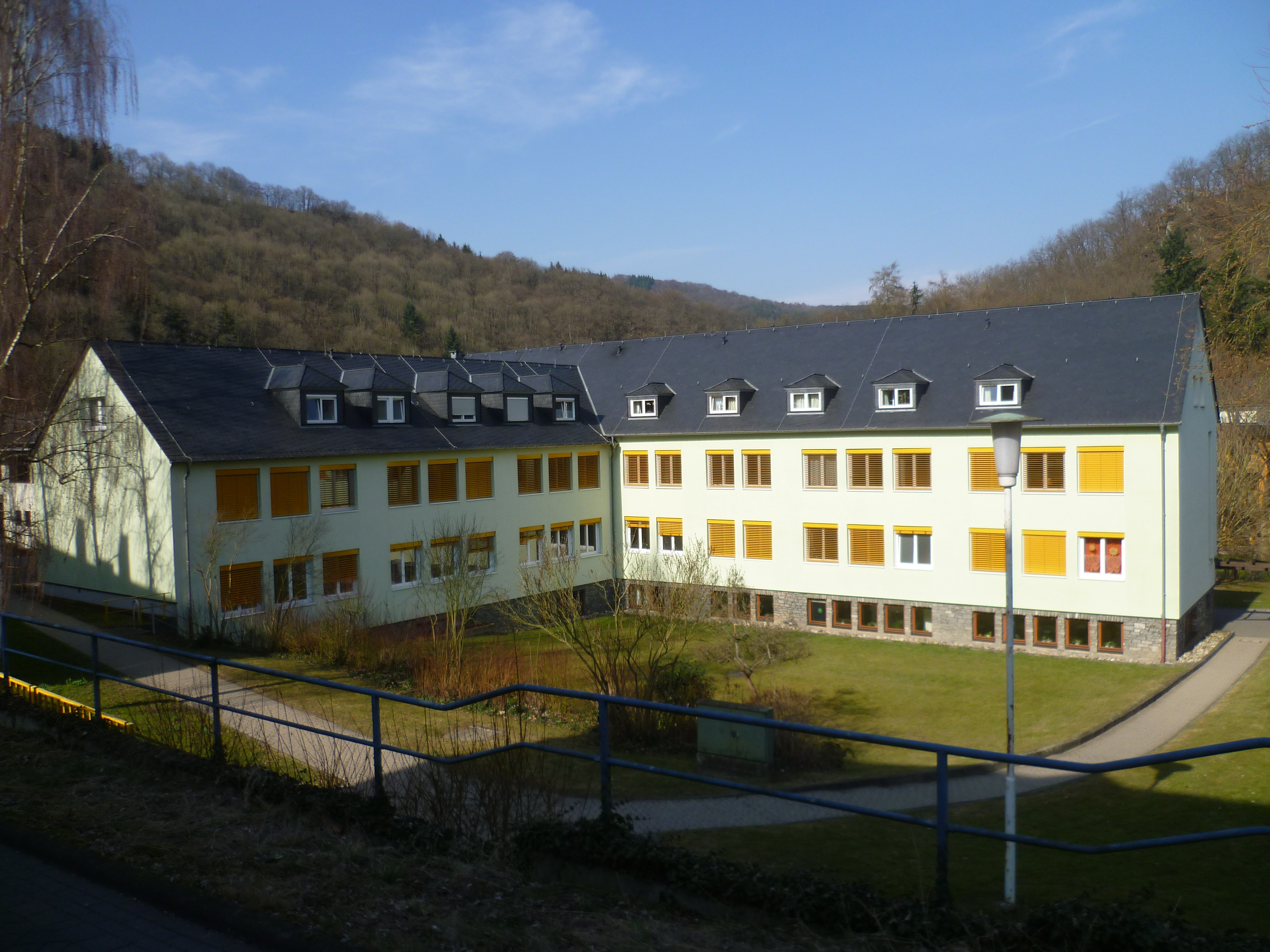
بنیاد شویرن

بنیاد شویرن یک انجمن مراقبتی برای افراد معلول است. این انجمن افراد با معلولیت ذهنی، آسیب مغزی و بیماری روانی را تحت پوشش قرار می‌دهد. بنیاد از این دسته از افراد با خدمات گسترده‌ای پشتیبانی می‌کند، اعم از اشکال فردی زندگی تا آموزش و صلاحیت‌های شغلی هم در کارگاه‌های آموزشی برای افراد معلول (WfbM) و هم در شرکت‌های اقتصادی منطقه ای. تمرکز این بنیاد همچنین بر حمایت درمانی از معلولین، فعالیت‌های روزانه و اوقات فراغت آنها و موارد دیگر است.
دفتر مرکزی این بنیاد که برخی از ساختمانهای آن تحت پوشش میراث فرهنگی است، در ناساو محله شویرن واقع شده‌است. خانه‌های بی شماری دیگر نیز در منطقه راین-لان-وسترووالد وجود دارد. بنیاد شویرن یک بنیاد عامالمنفعه است که طبق قانون مدنی فعالیت می‌کند. او عضو انجمن مراقبتی Hessen و اتحادیه فدرال کمک‌های معلولین انجیلی (BeB) است که بیش از ۱۰۰۰ کارمند دارد.
تاریخچه حیرت‌انگیز بنیاد شویرن به سال۱۸۵۰ یعنی تاریخ بنیانگذاری آن برمی گردد. در دوره ناسیونالیسمی، بنیاد شویرن تنها نهاد مأموریت داخلی بود که به عنوان واسطه در مرکز قتل هادامار نازی خدمت می‌کرد. این بنیاد برای بیش از ۱۵۰۰ نفر آخرین ایستگاه قبل از قتلشان بود. در این مدت ۱۵۳ نفر در این بنیاد جان خود را از دست دادند. دوره پس از جنگ تا دهه ۱۹۸۰ تغییری در نحوه برخورد جامعه با افراد معلول به وجود آمد.